# Mary Kim Titla
Mary Kim Titla (n. 24 noiembrie 1960) este o publicistă, jurnalistă, fost reporter TV american, și fost candidat la alegerile primare din 2008, pentru un fotoliu în Congres, în Districtul 1 din statul Arizona. Este membru activist al tribului apaș San Carlos din Rezervația Indienilor Apași San Carlos.

## Istoric
Alegerile primare ale Partidului Democrat pentru un loc în Districtul 1 s-au ținut pe 2 septembrie 2008. Titla a pierdut în fața fostului congresman de Arizona, procurorul Ann Kirkpatrick, care a obținut 47% din voturi. Titla s-a plasat pe locul doi, cu 33% din voturi. Alți participanți la alegerile primare s-au clasat după cum urmează: procurorul Howard Shanker, membru al tribului indian Ahwatukee, a obținut 14%, iar Jeffrey Brown, fostul coordonator al campaniei congresmanului Dennis Kucinich, a obținut 6% din sufragii.
Titla și-a obținut diploma universitară la Universitatea statului Oklahoma și masteratul la Universitatea statului Arizona.

## Vedeți și
- Camera Reprezentanților a Statelor Unite ale Americii